# HEMTT

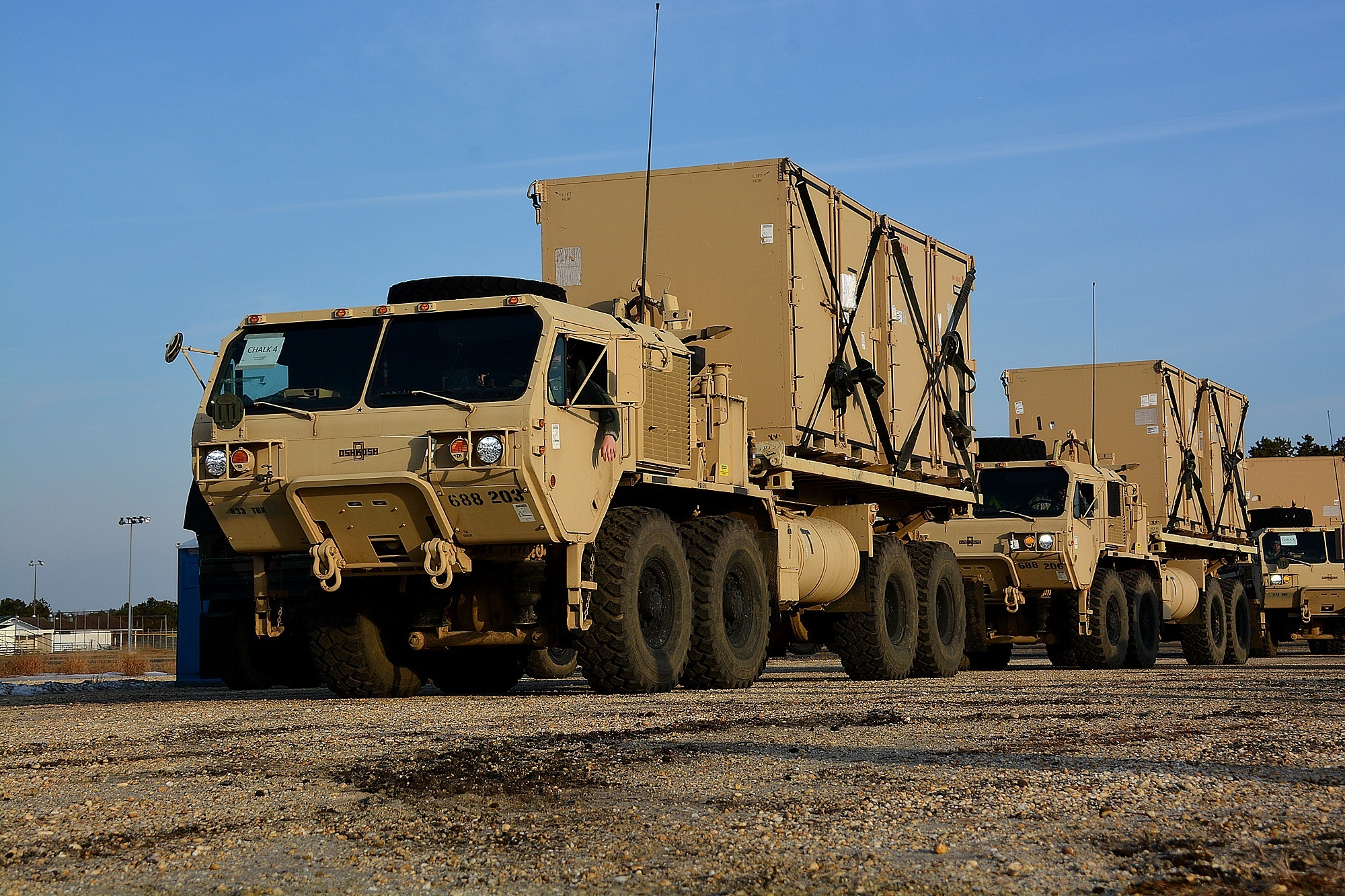
HEMTT M1120A4 в конфигурации A-kit

HEMTT (англ: Heavy Expanded Mobility Tactical Truck (тяжёлый тактический грузовик с повышенной мобильностью) — восьмиколесный военный грузовик США с дизельным двигателем массой 9 100 кг.
M977 HEMTT поступил на вооружение армии США в 1982 году в качестве замены M520 Goer, и с тех пор продолжает производиться для армии США и других стран. Ко второму кварталу 2021 года Oshkosh Defense произвела около 35 800 HEMTT в различных конфигурациях по контрактам на новое производство, и около 14 000 были модернизированы

## Описание
Предназначением HEMTT является  снабжение и пополнение запасов боевых машин и систем вооружения. По сравнению с 5-тонными грузовиками предыдущего поколения, состоявшими на вооружении армии США, он имеет повышенную грузоподъемность и мобильность. HEMTT доступен в различных конфигурациях, включая такие как грузовик, автоцистерна, тягач и эвакуатор.
HEMTT с самого начала разрабатывался как тактический грузовик, но для минимизации затрат на закупку и жизненный цикл по возможности включал военизированные коммерческие автомобильные компоненты, включая двигатель и трансмиссию. Некоторые компоненты, использовавшиеся в ранних HEMTT, являются общими с автомобилями Oshkosh Logistics Vehicle System (LVS), которые поставлялись Корпусу морской пехоты США.
За исключением варианта эвакуатора M984, на всех вариантах HEMTT шасси изготовлено из термообработанной углеродисто-марганцевой стали с пределом текучести 758 МПа. В качестве опции можно установить центральную лебёдку для самостоятельного извлечения, и она используется примерно в 20% продукции.
Двухдверная передняя кабина управления HEMTT вмещает двоих человек. Это сверхпрочная сварная стальная конструкция с коррозионно-стойкой обшивкой из листового металла. BAE Systems поставила комплект брони нового поколения для HEMTT, а к концу 2006 года поставила армии США около 3 600 комплектов для Oshkosh HEMTT и PLS. HEMTT A4 оснащен немного большим от Oshkosh PLS A1. Эта кабина соответствует требованиям Long Term Armor Strategy (LTAS) армии США в соответствии с философией бронирования A- и B-kit. В стандартную комплектацию также входят встроенная броня пола, встроенное крепление для пулемёта с комплектом защиты наводчика, а также кондиционер.
Двухтактный дизельный двигатель Detroit Diesel 8V92TA V-8 мощностью 445 л.с. (332 кВт) устанавливается на модели HEMTT A0 и HEMTT A1, а версия этого двигателя DDECIV устанавливается на HEMTT A2. На модели HEMTT A4 устанавливается шестицилиндровый 15,2-литровый дизель Caterpillar (CAT) C-15, соответствующий требованиям EPA 2004, развивающий пиковую мощность 515 л.с. (384 кВт). Модели HEMTT A0 и A1 оснащены автоматической коробкой передач Allison HT 740D 4F / 1R, гидротрансформатором и двухскоростной раздаточной коробкой Oshkosh весом 55 000 фунтов (25 000 кг). Модели HEMTT A2 оснащены автоматической коробкой передач Allison HD 4560P 6F/1R. Модели HEMTT A4 оснащены автоматической коробкой передач Allison 4500SP 5F / 1R и усиленной версией двухступенчатой раздаточной коробки Oshkosh весом 25 000 кг.
Передние мосты на всех HEMTT — одноступенчатые Oshkosh 46K, задние — одноступенчатые Dana, которые различаются в зависимости от конфигурации. Привод на передние оси отключаемый. Все оси имеют блокировку дифференциала. Подвеска на моделях A0/A1/A3 на листовых рессорах Hendrickson с уравновешивающими балками. Подвеска на моделях A4 — пневматическая подвеска Holland, грузоподъемность задних осей зависит от конфигурации. Размер шин 1600 R20 на всех моделях, стандартная покрышка — Michelin XZL.
Все модели способны преодолевать водные преграды глубиной до 1,2 метра и преодолевать уклон не менее 60 %. Все первоначальные варианты можно перевозить по воздуху на C-130. Все варианты можно транспортировать по воздуху на C-17.
Первоначальные модели HEMTT имеют суффикс A0. В конфигурации А1 выпускался только эвакуатор М984. Все модели выпускались в конфигурации А2. Суффикс A3 применяется к демонстрационным моделям HEMTT с дизель-электрической системой привода. Текущие серийные модели HEMTT имеют суффикс A4.

## В компьютерных играх
Присутствует в игре «Snow Runner» (дополнение «Renew & Rebuild») под вымышленным названием «Derry Special 15C-177».